# Operation Inherent Resolve
 Denne artikel bør gennemlæses af en person med fagkendskab for at sikre den faglige korrekthed.

Operation Inherent Resolve er en militær operation i Irak og Syrien. Operationen startede i 2014. I koalitionen mod ISIS, deltager USA, Storbritannien og Danmark-Norge i den militære konflikt.
7 danske F-16 fly bombede Islamisk Stat i Irak (ISIS) i 2015 og 2016.